# Polverigi
Polverigi é uma comuna italiana da região das Marcas, província de Ancona, com cerca de 3 175 2003 habitantes. Estende-se por uma área de 24,65 km², tendo uma densidade populacional de 128,80 hab/km². Faz fronteira com Agugliano, Ancona, Jesi, Offagna, Osimo, Santa Maria Nuova.

## Demografia
| Variação demográfica do município entre 1861 e 2011                               |
|                                                                                   |
| Fonte: Istituto Nazionale di Statistica (ISTAT) - Elaboração gráfica da Wikipedia |